# Liste der Monuments historiques in Sommerviller
Die Liste der Monuments historiques in Sommerviller führt die Monuments historiques in der französischen Gemeinde Sommerviller auf.

## Liste der Objekte
| Bezeichnung                | Beschreibung                                                     | Standort                       | Kennzeichnung | Schutzstatus | Datum | Bild |
| -------------------------- | ---------------------------------------------------------------- | ------------------------------ | ------------- | ------------ | ----- | ---- |
| Hauptaltar                 | Altartisch, Altaraufbau und Tabernakel; Holz, vergoldet, um 1720 | in der Kirche St-Gérard (Lage) | PM54000851    | Classé       | 1978  |      |
| Orgel                      | Haupteintrag für PM54001323                                      | in der Kirche St-Gérard (Lage) | PM54001322    | Inscrit      | 1990  |      |
| Instrumentalteil der Orgel | 1902 von Charles Didier-Van Caster gebaut                        | in der Kirche St-Gérard (Lage) | PM54001323    | Inscrit      | 1990  |      |